# Court Tomb von Ballyutoag

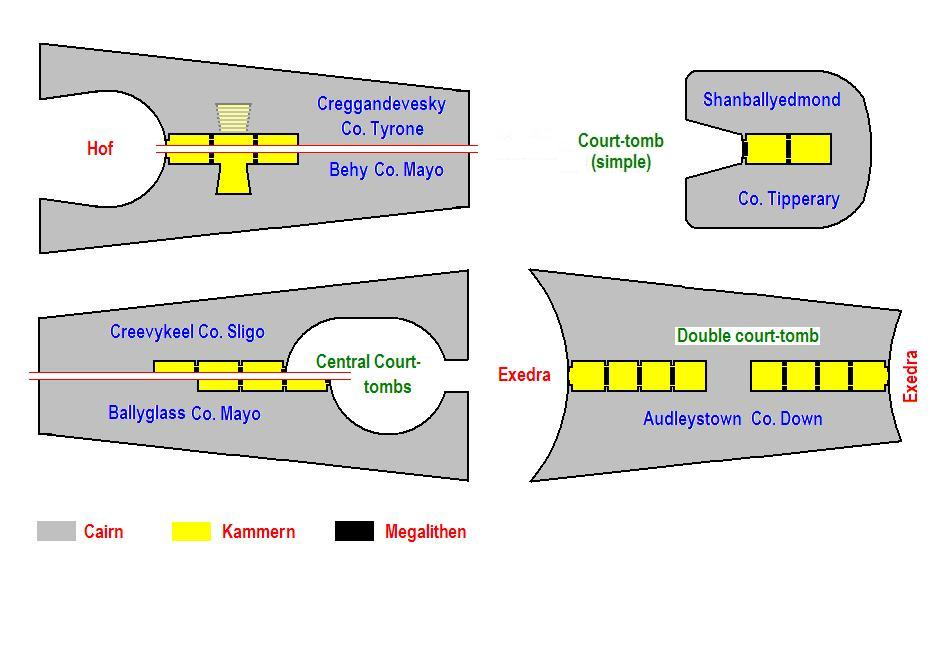
Grundrisse von Court Tombs

Das Court Tomb von Ballyutoag (irisch Baile Uchtóg; auch „The Hanging Thorn Cairn“) ist der Rest eines Court Tombs am M’Ilwhan’s Hill, nordwestlich von Belfast im County Antrim in Nordirland. Court Tombs gehören zu den megalithischen Kammergräbern (englisch chambered tombs) in Irland und Großbritannien. Sie werden mit etwa 400 Exemplaren größtenteils in Ulster im Norden der Republik Irland und in Nordirland gefunden. Der Begriff Court Tomb wurde 1960 von dem irischen Archäologen Ruaidhrí de Valera eingeführt.

## Beschreibung
In situ befinden sich nur die Steine des Hofes (englisch court). Seine 12 Steine bilden eine halbkreisförmige, nach Norden offene Struktur. Es gibt südlich davon nur verstreute Megalithe, die Überreste der Kammern sein können, aber sie haben keine signifikanten Anordnung. Kein Stein scheint eingetieft zu sein, was darauf deutet, dass sich keiner in seiner ursprünglichen Position befindet. Ein Weißdorn (Crataegus) steht zwischen zwei Steinen des Hofes. Er ist bekannt als „the hanging Thorn“. Die Tradition besagt, dass 1798 ein Mann an ihm aufgehängt wurde. Es ist jedoch unklar, ob der bestehende Baum das Original ist.
Die Ausgrabung des Vorplatzes erbrachte beträchtliche Mengen an Keramik und etwas Holzkohle.

## Legende
Das Gebiet wird mit dem Räuber Nishy Hogan assoziiert, der eine Menge Gold vergraben haben soll. Der vage Hinweis lautet: „Stand where you can see five loughs, take eleven strides and there the gold is buried“. Von der Stelle wo du fünf Seen überblicken kannst, mache 11 Schritte, dort ist das Gold vergraben. Da Hogan über die Mündung des Lagan gesprungen sein soll, muss er ein Mann großer Schritte gewesen sein.